# Ист Николас (Калифорнија)
Ист Николас (енгл. East Nicolaus) насељено је место без административног статуса у америчкој савезној држави Калифорнија.

## Демографија
По попису из 2010. године број становника је 225.
| Група             | 2000.    | 2010.       |
| Белци             | 0 (0,0%) | 150 (66,7%) |
| Афроамериканци    | 0 (0,0%) | 0 (0,0%)    |
| Азијати           | 0 (0,0%) | 19 (8,4%)   |
| Хиспаноамериканци | 0 (0,0%) | 49 (21,8%)  |
| Укупно            | 0        | 225         |